# Arto
Arto ist ein spanischer Ort in der Provinz Huesca der Autonomen Gemeinschaft Aragonien. Arto, im Pyrenäenvorland liegend, gehört zur Gemeinde Sabiñánigo. Der Ort auf 800 Meter Höhe hatte 15 Einwohner im Jahr 2015.

## Geographie
Arto liegt etwa acht Kilometer südlich von Sabiñánigo und ist von der N330 zu erreichen. Der Ort liegt oberhalb des Flusses Gállego, er gehört zur Landschaft des Serrablo.

## Einwohnerentwicklung
1900 = 72
1910 = 68
1920 = 68
1930 = 57
1940 = 24
1950 = 49
1960 = 63
1970 = 36
1981 = 24
1991 = 19
2001 = 14
2011 = 18
2019 = 14

## Sehenswürdigkeiten

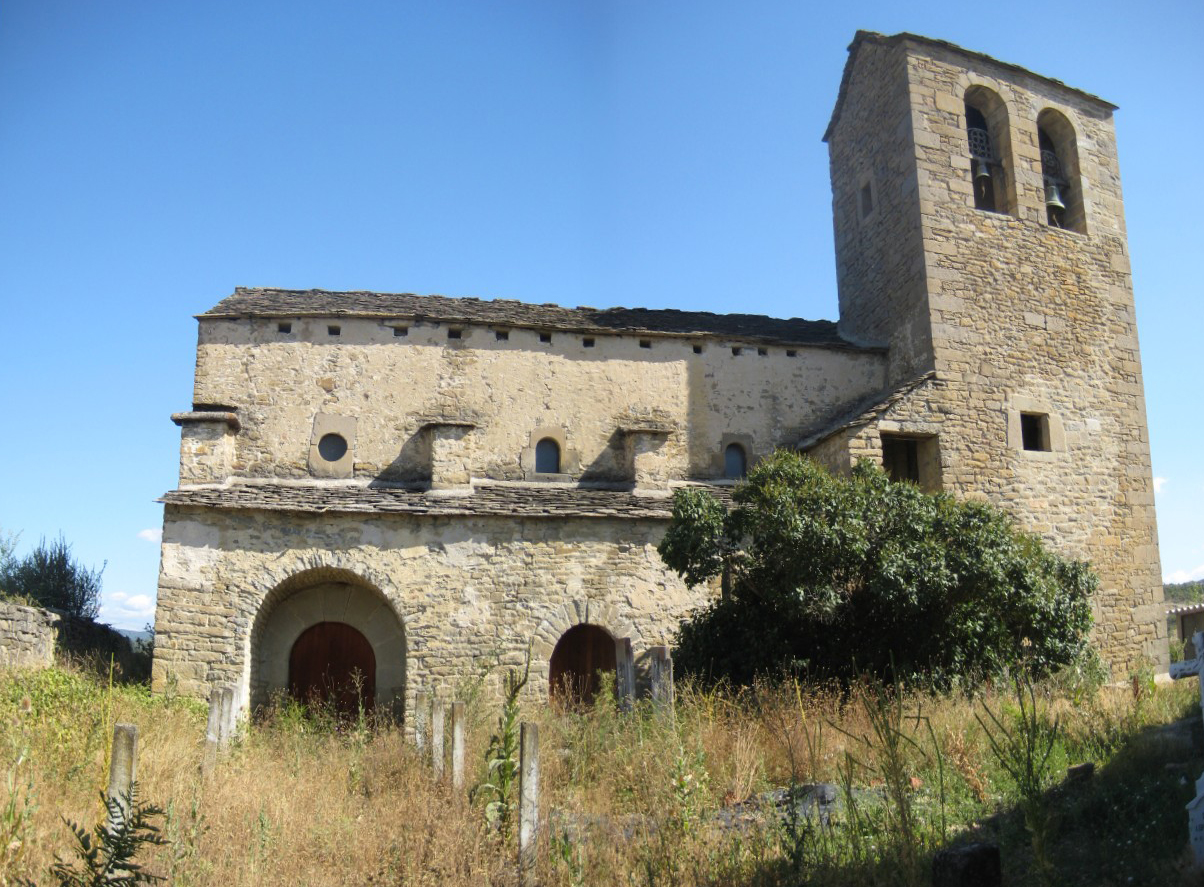
Kirche San Martín

- Romanische Pfarrkirche San Martín aus dem 11./12. Jahrhundert[1]